# Damien Hirst
Damien Hirst (Bristol, 7 juni 1965) is een Brits kunstenaar, ondernemer en kunstverzamelaar.

## Biografie
Hirst volgde zijn opleiding aan het Goldsmiths College. Daar verwierf hij zijn eerste kunstverzameling door werk te ruilen met medestudenten. Hirst was een van de belangrijkste leden van een groep die later onder de naam Young British Artists (YBA) bekend is geworden. Zijn doorbraak kwam in 1988 tijdens een tentoonstelling genaamd Freeze in een leegstaand Londens havenpand. YBA werd bekend door de aankopen van de Britse kunstverzamelaar Charles Saatchi.

## Werken

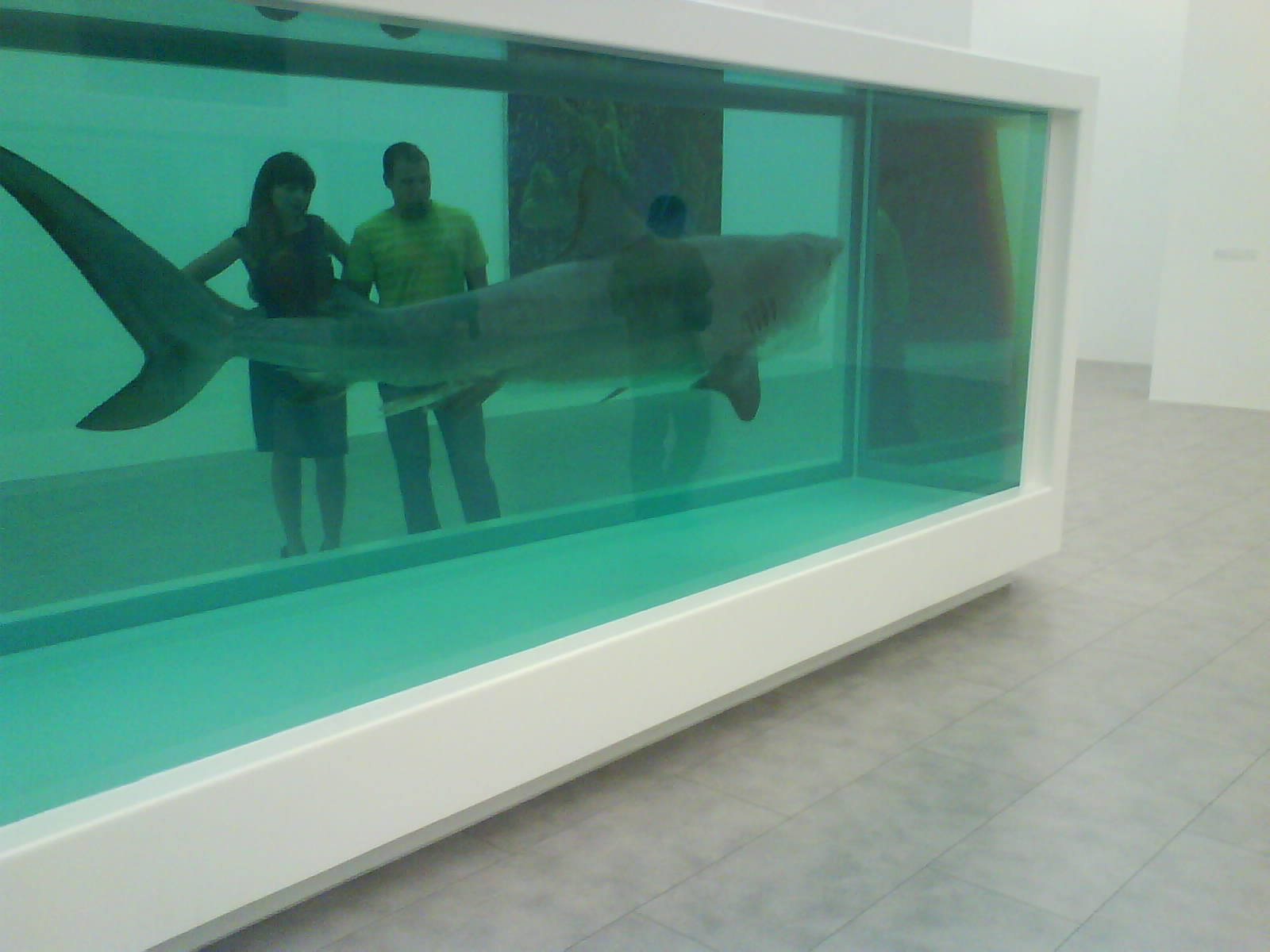
The Physical Impossibility of Death in the Mind of Someone Living

Hirsts bekendste werken betreft dieren (onder meer een tijgerhaai, schaap en een koe) die in een aquarium zijn gepreserveerd in formaldehyde. Vaak dragen deze werken een lange titel, die niets te maken heeft of lijkt te hebben met het afgebeelde dier. De installatie met de haai (1991) heet bijvoorbeeld The Physical Impossibility of Death in the Mind of Someone Living (vrij vertaald: De fysieke onmogelijkheid van de dood in de geest van iemand die leeft). Dit werk werd begin jaren tachtig aangekocht door de Britse kunstverzamelaar Charles Saatchi en in 2004 voor £ 6,5 miljoen (€ 9,3 miljoen) doorverkocht aan Hedgefonds-manager Steven Cohen. Daardoor verdiende Saatchi niet alleen € 9.225.000, maar promoveerde Damien Hirst ook tot de op een na duurste nog levende kunstenaar van dat moment (op Jasper Johns na).
Enkele andere werken zijn The Dream, Het Gouden Kalf en The Incredible Journey. Hirsts werk Lullaby Spring werd in juni 2007 bij Sotheby's voor £9.6 miljoen (€14,5 miljoen) bij opbod verkocht. Het Gouden Kalf werd op 15 september 2018 bij Sotheby's verkocht voor ca. £10.3 miljoen, waarmee het (in pond sterling) het werk van Hirst met de hoogste opbrengst is.
In september 2008 bood Hirst werk in eigen beheer te koop aan, zonder gebruik te maken van de diensten van de New Yorkse galeriehouder Larry Gagosian. Verkocht werd een nieuw werk genaamd Het Gouden Kalf bestaande uit een verchroomde toonkast met een op sterk water gezet stierkalf, met vergulde horens en hoeven met 18 karaat goud. Een ander bekend werk is For the Love of God, een platina afgietsel van een schedel van een 18e-eeuwse Europeaan, bezet met 8601 diamanten, waarvan een roze diamant van 52,4 karaat (Skull Star Diamond). In 2010 maakte Hirst een versie van For the Love of God met een babyschedel genaamd For heaven's sake.

## Kunstverzameling Hirst
Hirst bezit met zijn 3000 stuks een indrukwekkende verzameling beeldende kunst. In zijn collectie bevindt zich werk van Pablo Picasso, Andy Warhol, Jeff Koons, Banksy en vijf werken van Francis Bacon. Hirst omschreef kunst verzamelen als dingen die op een strand ergens aanspoelen, en dat ergens ben jij. Begin oktober 2015 opende hij, om zijn collectie te kunnen ontsluiten, in Londen zijn 34 miljoen euro kostende tentoonstellingsruimte in een rij verbouwde victoriaanse pakhuizen, de Newport Street Gallery naar een ontwerp van Caruso St John Architects.

## Wetenswaardig
Lance Armstrong heeft de laatste etappe van de Ronde van Frankrijk 2009 gereden op een Trek-fiets die door Hirst gedecoreerd was met vlinders. Deze fiets werd op 2 november 2009 geveild voor het bedrag van $ 500.000. Dit bedrag ging naar Livestrong, de Lance Armstrong Foundation.
Hirst bezit een vastgoedportefeuille met onder andere tientallen landgoederen, villa's, rijtjeshuizen, vakantiewoningen en boerderijen.

## Tentoonstellingen
- Damien Hirst: Beyond Belief van 3 juni t/m 7 juli 2007 in de White Cube in Londen.
- For the love of God van 1 november t/m 15 december 2008 in het Rijksmuseum in Amsterdam.
- Damien Hirst van 4 april t/m 9 september 2012 in Tate Modern in Londen.[6]
- Treasures from the Wreck of the Unbelievable van 9 april t/m 3 december 2017 in Palazzo Grassi, Venetië.[7]